# Білаш Євген Іванович
Євге́н Іва́нович Білаш (6 травня 1991, м. Харків — 9 лютого 2023, біля м. Бахмут, Донецька область) — український військовослужбовець, молодший сержант 3 БрОП Національної гвардії України, учасник російсько-української війни, який відзначився і загинув у ході російського вторгнення в Україну. Герой України (2023, посмертно).

## Життєпис
Євген Білаш народився 6 травня 1991 року в м. Харкові, де навчався та працював. З 2010 року пройшов строкову військову службу у внутрішніх військах МВС України, потому працював охоронцем ювелірного магазину, де й познайомився з майбутньою дружиною.
Від 2014 року — на фронті. Брав участь у бойових діях у складі добровольчих підрозділів МВС «Слобожанщина», «Східний корпус», у 2016—2019 рр. служив за контрактом у 92-й окремій механізованій бригаді Збройних сил України, пізніше працював електриком.
Від початку повномасштабного російського вторгнення призваний за мобілізацією, обороняв Харківщину та Донеччину. Служив командиром відділення 3-ї бригади оперативного призначення. Неодноразово рятував побратимів на полі бою. 12 листопада 2022 року під час бою у с. Новоселивці Луганської області вміло командував відділенням, особисто вогнем з гранатомета та автомата знищив понад взвод ворогів, дістав поранення в ногу, проте залишався у строю до закінчення бою.
У січні 2023 року під Соледаром група під командуванням молодшого сержанта Євгена Білаша відкрила по ворогу прицільний та нищівний вогонь на ураження. Євген Білаш декількома прицільними пострілами з РПГ знищив ворожий бронетранспортер МТ-ЛБ та до 10 окупантів. Завдяки його безпосередній участі та вмілому керуванню особовим складом противник зазнав нищівних втрат і мусив відступити. 12 січня Білаш евакуював з-під ворожого обстрілу пораненого командира взводу, 14 січня — ще одного побратима.
Молодший сержант НГУ Євген Білаш також обороняв Бахмут. 2 лютого 2023 року близько 11:00 окупанти, за підтримки вогню з артилерії, здійснили штурм будинку, де в той час виконував бойове завдання Білаш. У бойовому зіткненні він знищив до відділення окупантів. Під час штурму поранили двох гвардійців. Молодший сержант Євген Білаш дістався до поранених побратимів і надав їм першу домедичну допомогу — зупинив кровотечу та допоміг бійцям залишити сектор обстрілу, евакуював їх до безпечного місця й повернувся на бойову позицію.
9 лютого 2023 року молодший сержант Євген Білаш разом із ще 3 побратимами проводив розвідку. Під час наближення до об'єкта помітив двох чатових. Розуміючи, що відкриття вогню виявить місцеперебування групи, Євген Білаш спільно з напарником застосували холодну зброю та знешкодили ворога. Зібравши потрібні дані, група розвідки поверталася на свої позиції, але її виявив ворог. Євген Білаш наказав підлеглим відходити, а сам залишився для їх прикриття. Він вступив у бій, самотужки стримав противника, але той застосував гранати. Внаслідок вибухової травми молодший сержант Євгеній Білаш загинув.
Загинув 9 лютого 2023 року біля м. Бахмут на Донеччині.
Похований у родинному місті.
Залишилися мати та дружина.
19 січня 2024 року під час церемонії у Маріїнському палаці Президент України Володимир Зеленський вручив 30 сертифікатів на отримання квартир військовослужбовцям Сил оборони, яким присвоєно звання Героя України, та родинам полеглих Героїв; один із сертифікатів було вручено рідним молодшого сержанта Євгена Білаша.

## Нагороди
- Звання Герой України з удостоєнням ордена «Золота Зірка» (28 серпня 2023, посмертно) — за особисту мужність і героїзм, виявлені у захисті державного суверенітету та територіальної цілісності України, самовіддане служіння Українському народові[3][4]